# Stelis cucullata
Stelis cucullata är en orkidéart som beskrevs av Oakes Ames. Stelis cucullata ingår i släktet Stelis och familjen orkidéer. Inga underarter finns listade i Catalogue of Life.